# Mi hijo y yo
Mi hijo y yo es una serie de televisión española, que fue emitida por TVE en la temporada 1962-1963, con guiones de Fernando Vizcaíno Casas y realización de Domingo Almendros.

## Argumento
La difícil convivencia entre una madre (María Fernanda Ladrón de Guevara) y su hijo (Juan Diego), lastrada por el choque generacional.
La serie lanzó a la popularidad al casi debutante Juan Diego y fue una de las escasísimas incursiones en la pequeña pantalla de la reputada actriz teatral María Fernanda Ladrón de Guevara.